# Sombre (mixtape)
Pour les articles homonymes, voir Sombre.
Albums de La Fouine
Capitale du crime Censuré
(2017)
Sombre est la 8e mixtape de La Fouine et le premier volet des mixtapes Sombre sorti le 13 octobre 2018. Ayant enregistré la majorité de ses sons au Maroc, il se rend aux États-Unis pour enregistrer le morceau Lighters Up en featuring avec Milow produit par Luca Presti. Il comprend un deuxième featuring avec Alrima.

## Genèse
Après la mixtape Capitale du crime Censuré, La Fouine se détache de la musique pendant de longs mois et s'absente pendant une année complète pour retourner voir son père régulièrement à Casablanca au Maroc. Il déclare à la radio Mouv' : « Je n'avais plus l'envie. Mon père vit au Maroc. J'allais le voir plus souvent et à un moment, j'en avais marre de rentrer en France. J'ai décidé de rester là bas. Je revenais seulement quelques fois pour faire quelques concerts ou entrer en studio. Un matin, je me suis levé de mon lit et je n'avais plus l'envie de revenir en France, et de faire cette musique. » dit-il. Il ajoutera : « Un jour par hasard, je suis rentré en studio enregistrer le son Indécis. À ce moment, j'avais envie de faire un album tel que j'en avais envie qu'il soit. Loin d'un album pour radio ou télé ou des plans commerciale ».
Le rappeur s'inspirera des anciens classiques du rap français auquel il écoutait durant son enfance pour la production de plusieurs morceaux. Le 29 novembre 2017, il dévoile le premier extrait du projet intitulé Yencli dont le clip a été réalisé à Issaguen, au Maroc, à Montfermeil, en Seine-Saint-Denis, et à Trappes, dans la cité George-Sand. Le 19 janvier 2018, il sort un nouveau clip intitulé Ennemis, tourné dans le désert au Maroc. Un mois après, le 15 février, il sort un morceau intitulé Comme en 96 qui est réadaptés à la sauce clous ou trap du morceau « Qu’est ce que tu deviens » d’ATK. La Fouine continue sur sa lancée en mettant en ligne les clips Pour les vrais et Rue, tous les deux clippés également au Maroc. Le 26 avril 2018, il met en ligne Musique Rap, un morceau où il utilise des productions instrumentales d’époque comme « Musique Rap » de Zoxea. Il sortira par la suite le morceau Mohammed Salah qui accumulera 9 millions de vues sur YouTube.
Après une période d'absence de médiatisation, La Fouine revient en début septembre, participant à l'épisode 7 de la 2e saison de la web-émission Rentre dans le Cercle de Fianso. Il révélera dans cet épisode la sortie d'une double-mixtape intitulée Sombre prévue pour le mois d'octobre. Le 2 octobre 2018, Booska-P publie en exclusivité un freestyle de 2 minutes intitulé Booska Bresom. Il dévoilera par la suite la cover officielle du projet ainsi que 4 clips (Sombre Introduction, Aventador, Sombre mélodie et Sombre) dans la deuxième semaine du mois d'octobre 2018.

## Réception
La mixtape de l'artiste s'est vendue à 3 167 exemplaires à la première semaine d'exploitation. Notons que la mixtape est seulement en streaming.

## Clips
| #  | Titre               | Réalisateur | Date             | Durée |
| -- | ------------------- | ----------- | ---------------- | ----- |
| 1  | Yencli              | Glenn Smith | 29 novembre 2017 | 4:57  |
| 2  | Ennemis             | Glenn Smith | 19 janvier 2018  | 3:54  |
| 3  | Comme en 96         | Glenn Smith | 15 février 2018  | 3:09  |
| 4  | Pour les vrais      | Glenn Smith | 12 mars 2018     | 3:11  |
| 5  | Rue                 | Glenn Smith | 13 avril 2018    | 2:51  |
| 6  | Musique Rap         | La Fouine   | 26 avril 2018    | 2:37  |
| 7  | Mohamed Salah       | Glenn Smith | 10 mai 2018      | 3:27  |
| 8  | Sombre Introduction | Glenn Smith | 8 octobre 2018   | 1:54  |
| 9  | Aventador           | Glenn Smith | 9 octobre 2018   | 3:19  |
| 10 | Sombre mélodie      | Glenn Smith | 11 octobre 2018  | 3:59  |
| 11 | Sombre              | Glenn Smith | 12 octobre 2018  | 3:02  |

## Classements
| Classement (2018)            | Meilleure position |
| ---------------------------- | ------------------ |
| Belgique (Flandre Ultratop)  | 120                |
| Belgique (Wallonie Ultratop) | 45                 |
| France (SNEP)                | 24                 |